# Izdebno Małe
Izdebno Małe – część wsi Izdebno Nowe, położonej w Polsce, w województwie mazowieckim, w powiecie grodziskim, w gminie Grodzisk Mazowiecki. Izdebno Małe mieści się przy autostradzie A2 w zachodniej części Izdebna Nowego. 
W latach 1975–1998 miejscowość administracyjnie należała do województwa warszawskiego.